# Kortslutning
För albumet av Celina Ree, se Kortslutning (musikalbum)

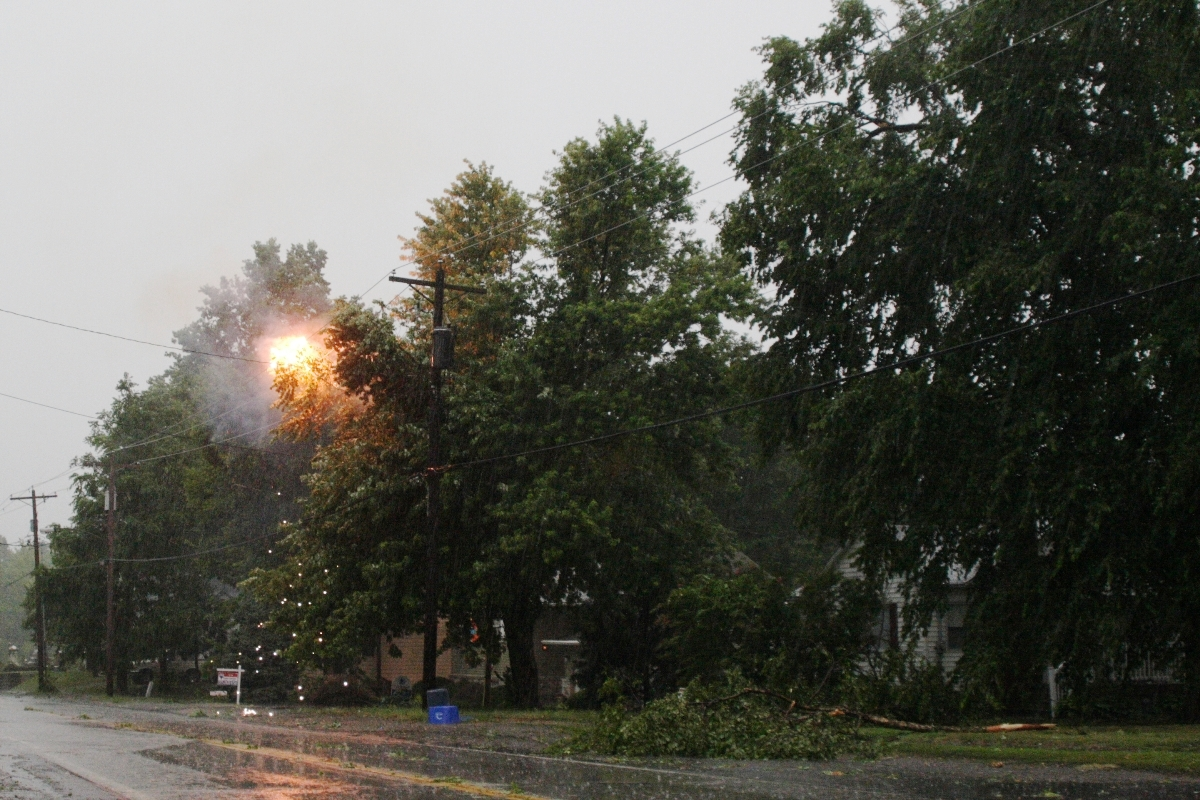
Kortslutning av kraftledningar som har kommit i kontakt med trädgrenar under en storm.

Kortslutning uppstår då en del av en elektrisk krets förbigås genom att kretsen - i allmänhet oavsiktligt - förbikopplas så att strömmen kan ta en "genväg".

## Beskrivning
En kortslutning kan uppstå genom att isoleringen mellan ledarna i en kabel till exempelvis ett trädgårdsredskap skadas så att strömmen kan gå direkt från ena kabeln till den andra, utan att ta "omvägen" genom apparaten. Om kablarna hamnar oskyddade intill varandra blir resistansen vid kortslutningsstället mycket låg, och det uppstår en hastig och extrem strömökning. Strömökningen ger värmeutveckling i kablarna fram till kortslutningsstället som kan leda till överhettning och brand. En kortslutningsfelström kan inom millisekunder vara tusentals gånger större än systemets normala driftström.

## Ljusbåge
En kortslutning kan leda till att en elektrisk ljusbåge bildas som kan ses på bilden. Även ett bilbatteri kan ge farliga och kraftfulla ljusbågar vid kortslutning. Bågen, en kanal av het joniserad plasma, är mycket ledande och kan bestå även sedan betydande mängder originalmaterial från ledarna har avdunstat. Yterosion är ett typiskt tecken på elektriska ljusbågsskador. Även korta bågar kan ta bort betydande mängder material från elektroderna. Temperaturen på den resulterande ljusbågen är mycket hög (tiotusentals grader), vilket gör att metallen på kontaktytorna smälter, samlas och migrerar med strömmen, samt att den kommer ut i luften som fina partiklar.

## Säkringar
Säkringar - en anordning som bryter strömmen vid en viss strömstyrka - används för att förhindra överhettning och eldsvådor vid kortslutning. De apparater man använder för hushållsbruk är oftast utrustade med strömbegränsning för att förhindra strömrusning.